# 勝山正嗣
勝山 正嗣（かつやま まさつぐ、1939年4月12日 - ）は、日本の元文部官僚。元鈴鹿工業高等専門学校校長。

## 来歴・人物
1963年大阪工業大学工学部建築学科を卒業し、同年に文部省（現在の文部科学省）入省（技官）。旧文教施設部（現文教施設企画部）技術課管理官、計画課施設企画官、技術課長、指導課長、東京外国語大学事務局長、山形大学事務局長を経て、1996年7月より文部省大臣官房文教施設部長。1998年7月より鈴鹿工業高等専門学校校長。2004年5月より文教施設協会専務理事。公共建築協会理事（非常勤）。
2010年春の殊勲に於いて、瑞宝中綬章を受章。